# Дарін-Калаах
Дарін-Калаах (перс. درین‌قلعه) — село в Ірані, входить до складу дехестану Південний Барандузчай у Центральному бахші шахрестану Урмія провінції Західний Азербайджан.